# 소라 (프로시노네현)
소라(이탈리아어: Sora)는 이탈리아 라치오주 프로시노네도에 위치한 코무네다. 제지 공장이 들어서 있다. 소라는 영화감독 데 시카의 고향이기도 하다.

## 자매 도시
- 캐나다 본
- 프랑스 아티몽